# Nyctibatrachidae
Los nictibatráquidos (Nyctibatrachidae) son una familia de anfibios anuros compuesta por 29 especies con distribución en la mitad occidental de la India y en Sri Lanka.

## Géneros
Se reconocen los dos siguientes según ASW:
- Lankanectes Dubois & Ohler, 2001 (1 sp.)
- Nyctibatrachus Boulenger, 1882 (tipo) (28 sp.)